# Wszystkie drogi prowadzą do dymu
Wszystkie drogi prowadzą do dymu – czwarty solowy album polskiego rapera Włodiego. Album ukazał się 31 marca 2017 roku nakładem wytwórni District Area. Płytę poprzedziły single „Kominy”, „Przy okazji”, „IBNM” oraz „Widmo”. Gośćmi, którzy znaleźli się na płycie, są: Holak, Otsochodzi, Marysia Starosta, PRO8l3M oraz Ero. Za okładkę odpowiada Łukasz Bujno.
Płyta dotarła do 2. miejsca polskiej listy przebojów (OLiS).

## Lista utworów
Na podstawie źródła.
1. „Nie widzę przeszkód” (produkcja: Sampler Orchestra)
2. „Przy Okazji” (gościnnie: Holak, produkcja: Sampler Orchestra)
3. „Przywilej” (gościnnie: Otsochodzi, produkcja: Sampler Orchestra)
4. „Szyld” (produkcja: The Returners)
5. „ZapachPS” (gościnnie: Marysia Starosta, produkcja: DJ. B)
6. „NWR / Bez Obawy” (gościnnie: Marysia Starosta, produkcja: Sampler Orchestra)
7. „D/CD” (gościnnie: PRO8L3M, produkcja DJ. B)
8. „IBNM” (gościnnie: Ero JWP, produkcja: The Returners)
9. „Kominy” (produkcja: DJ. B)
10. „Widmo” (produkcja: DJ. B)